# Ataúd

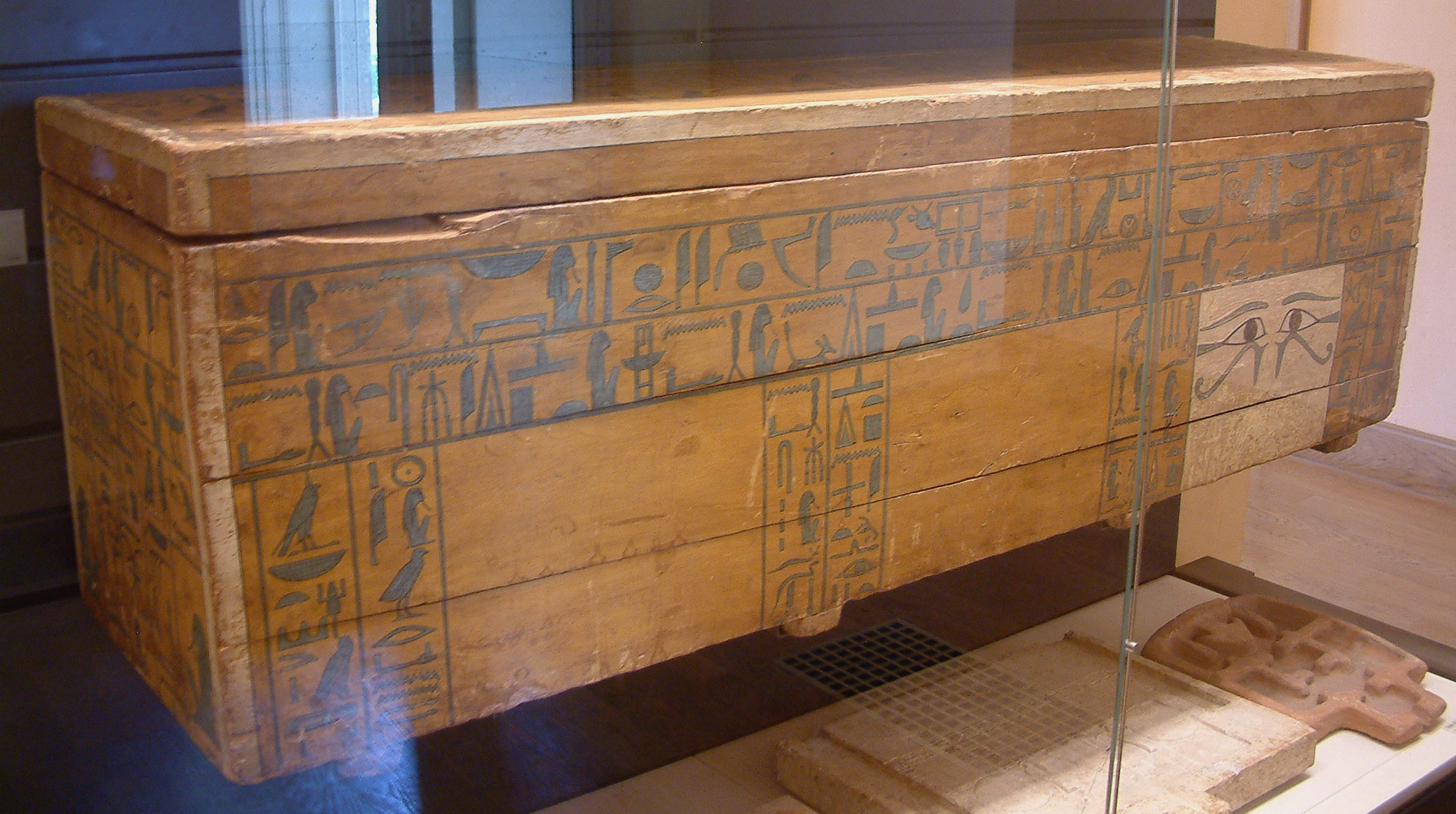
Ataúd del canciller Najti (ca. 1950-1900 a. C.). Hallado en Asiut. Dinastía XII. Imperio Medio.

Un ataúd (del árabe التابوت , at-tābūt; «cajón», «cofre»; este del arameo tēbūtā, este del hebreo tēbāh, y este del egipcio ḏb't) es una caja, ordinariamente de madera, donde se deposita un cadáver para llevarlo a enterrar. Se utiliza en ritos funerarios de muchas culturas desde la antigüedad.

## Historia
Desde tiempos remotos el hombre ha buscado una forma de preservar los cuerpos de aquellos muertos que tenían un valor significativo en vida. 
Algunas culturas de la antigüedad depositaban el cadáver en una tarima para que quedara expuesta a los elementos y en otros casos (como aún se hace en la India) se incineraban.
Cuando el hombre de acuerdo a sus creencias requirió preservar el cuerpo y protegerlo de los elementos concibió la idea de un elemento funerario que tuviera esas condiciones, como grandes vasijas de greda cocida en que el cadáver se colocaba en posición fetal al interior, también fueron hechos de arcilla y de piedra o madera con forma de caja, o antropomorfa, como fue en el caso de la cultura egipcia. En otras culturas se utilizaban envolturas con forma de fardos funerarios o esteras vegetales, con el fin de resguardar el cadáver.

### En la actualidad

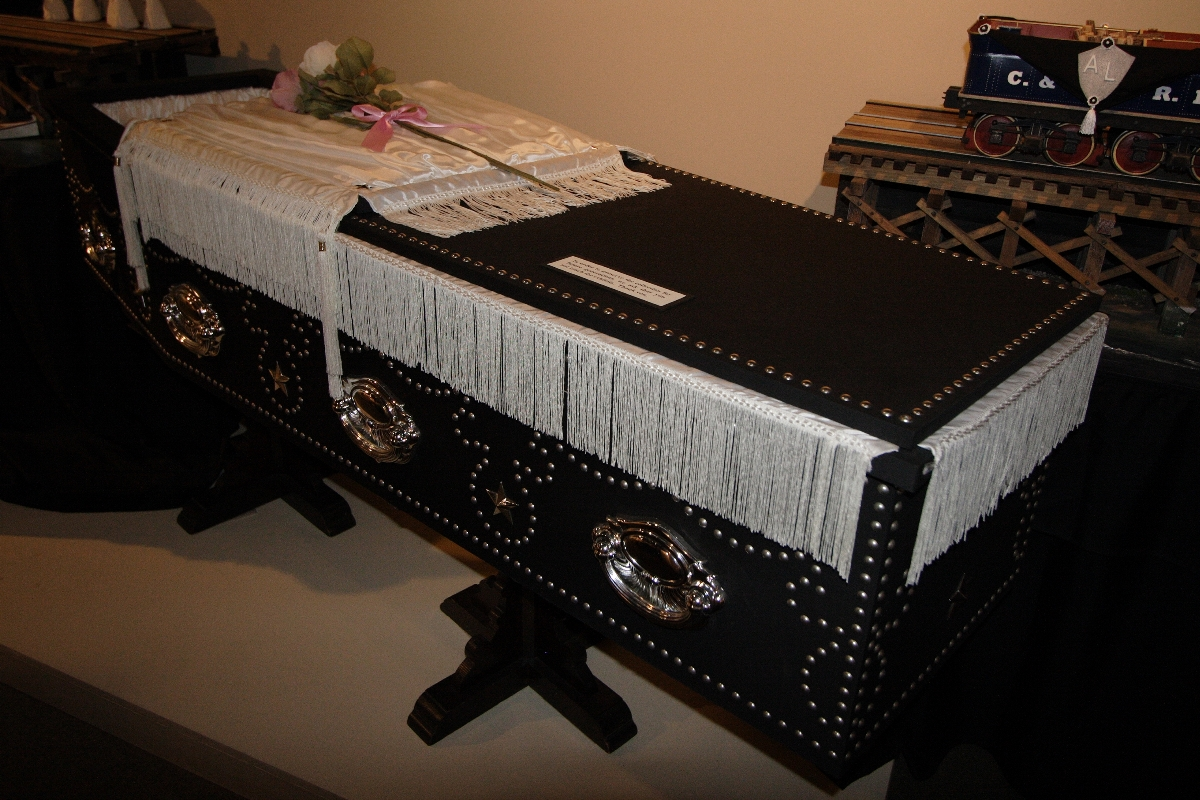
Una réplica del ataúd de Abraham Lincoln

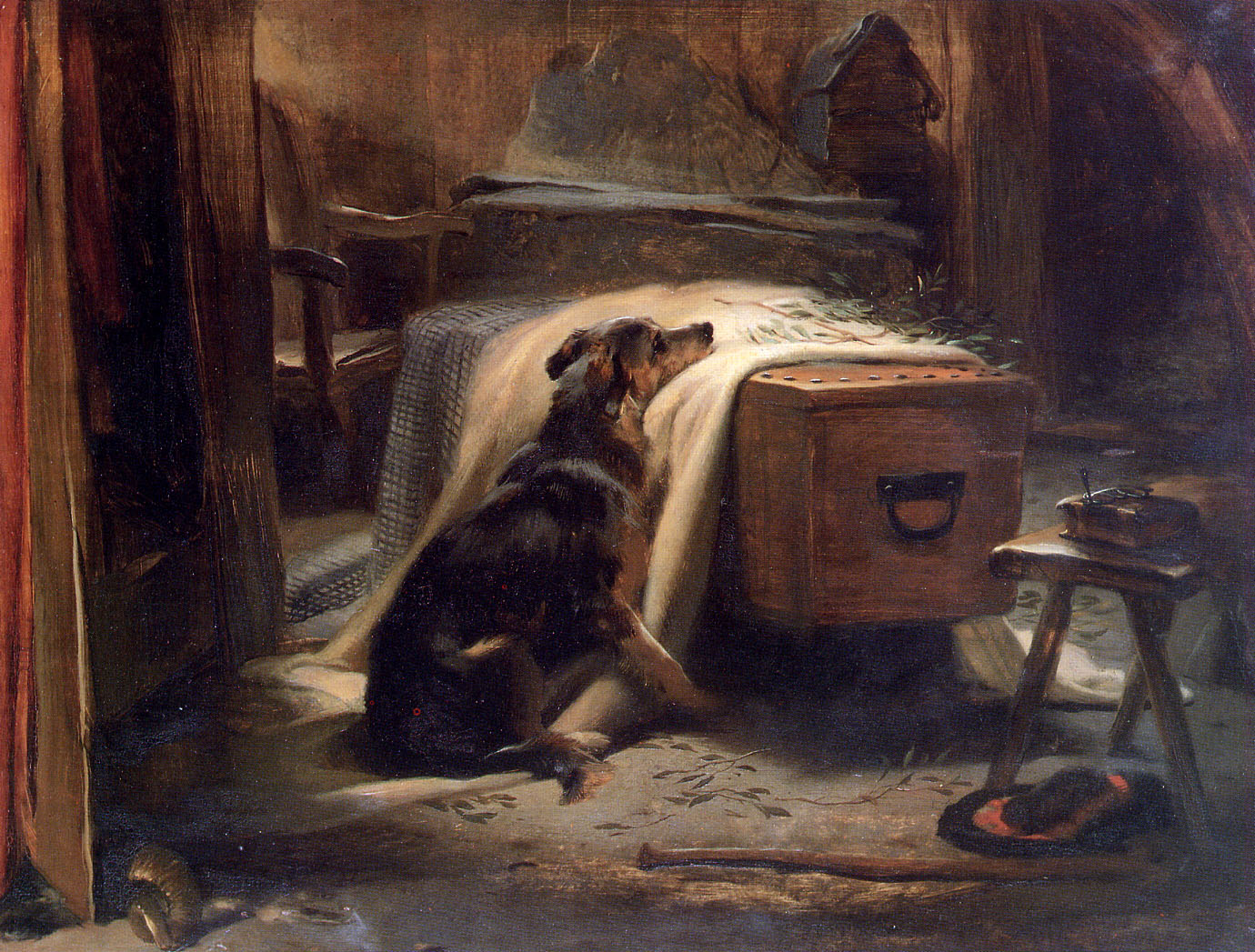
El principal doliente del viejo pastor (Edwin Landseer, 1837)

Actualmente es una caja, que puede ser de diferentes materiales, normalmente de madera barnizada o en acabado rústico; también de cartón para abaratar costes y por razones ecológicas, en la que se deposita el cadáver para protegerlo en su exposición, transporte y entierro. 
Un ataúd se concibe con la idea de proteger el cuerpo del entorno inmmediato y que sus restos no se dispersen y como una forma de demostrar consideración y respeto al difunto. 
Los ataúdes tienen generalmente imágenes, relieves o tallas con alusión a las creencias que profesaba en vida el finado.
Existen ataúdes ecológicos, ataúdes para crematorio, ataúdes de metal, de madera, de caña de bambú, de papel, de cristal, de cartón con diferentes estilos.
Actualmente, el término ataúd puede considerarse sinónimo de féretro. A veces, también se utiliza la palabra sarcófago en textos de la historia antigua.
Existe toda una industria en torno a la construcción de ataúdes, se fabrican de madera elaborada y barnizada, con un acolchado en su interior, que puede llevar un vidrio que se usa solo una vez para el velatorio, o bien, pueden ser semiabiertos. En algunos casos se les extrae el aire para evitar una descomposición rápida y tienen accesorios como cajas en que se depositan algunos objetos  que fueron valiosos para el muerto estando en vida, poseen manillas de metal, abrazaderas, y en algunos muy suntuosos, poseen un interior de lujo.